# ابیگیل اسپیرز
 ابیگیل اسپیرز (انگلیسی: Abigail Spears؛ زاده ۱۲ ژوئیهٔ ۱۹۸۱) یک تنیس‌باز اهل ایالات متحده آمریکا است.